# Soczewka Fresnela

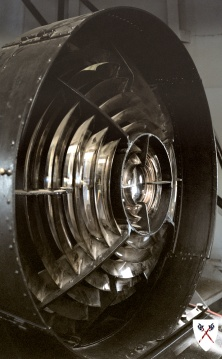
Stary reflektor z soczewką latarni morskiej Rozewie, pozostawiony na swoim miejscu w nowej, walcowej części tej latarni.

Soczewka Fresnela, soczewka schodkowa, soczewka pierścieniowa – skonstruowana w 1822 r. przez Augustina-Jeana Fresnela soczewka składająca się z koncentrycznych pierścieni będących pocienionymi fragmentami soczewki. Często zbudowana jest z dwóch warstw – rozpraszającego kolimatora i skupiającego kolektora.

Porównanie przekrojów soczewek: Fresnela (1) i tradycyjnej (2) o takich samych ogniskowych

Stosowana jest w reflektorach (także samochodowych) i latarniach morskich, rzutnikach pism oraz w sygnalizatorach kolejowych. Naklejane także na boczną szybę po przeciwnej stronie kierowcy, soczewki Fresnela stosuje się dla wykluczenia „martwego pola” w samochodach ciężarowych. W dużych reflektorach czasem zewnętrzne pierścienie wykonuje się jako pierścienie odbijające.
Istotną zaletą soczewki Fresnela jest jej mniejsza grubość (a zatem i masa) niż soczewki tradycyjnej, co ma szczególne znaczenie w przypadku soczewek o dużych średnicach. Wadą soczewek Fresnela są zniekształcenia biegu promieni świetlnych powstające na krawędziach pierścienia. Wada ta jednak jest zupełnie nieistotna przy zastosowaniu tych soczewek w różnego rodzaju reflektorach.
Fresnel przyznał pierwszeństwo wynalazku Georges’owi Buffonowi, który opisał ją w swojej Historii naturalnej wydanej w latach 1749–1788. Pomysł taki podał także David Brewster w 1811 roku.